# Saarelansaari (ö i Birkaland)
Saarelansaari är en ö i Finland. Den ligger i sjön Kuivasjärvi och i kommunen Parkano i den ekonomiska regionen  Nordvästra Birkalands ekonomiska region  och landskapet Birkaland, i den sydvästra delen av landet, 240 km norr om huvudstaden Helsingfors. Öns area är 13,5 hektar och dess största längd är 0,7 kilometer i nord-sydlig riktning.